# William Benter
William „Bill“ Benter (* 1957 in Pittsburgh, Pennsylvania) ist ein US-amerikanischer und Hongkong-Profispieler und Philanthrop, der sich auf Pferdewetten konzentriert. Benter verdiente fast 1 Milliarde Dollar durch die Entwicklung eines der erfolgreichsten Analyse-Computersoftwareprogramme auf dem Pferderennmarkt.
Benter diente als Präsident des Rotary Clubs Hongkong, gründete die Benter Foundation, ist Vorsitzender und internationaler CEO von Acusis LLC, Pittsburgh, Pennsylvania, und hält gelegentlich Vorlesungen für Universitätsstudenten zu Themen wie Statistik und mathematische Wahrscheinlichkeitsrechnung.
Benter ist ein Philanthrop, der sowohl in Hongkong als auch in den Vereinigten Staaten für wohltätige Zwecke spendet.